# جيمس توماس (مغني)
جيمس توماس (بالإنجليزية: James Thomas)‏ هو مغني أمريكي، ولد في 14 أكتوبر 1926 في إدين في الولايات المتحدة، وتوفي في 26 يونيو 1993 في غرينفيل في الولايات المتحدة بسبب سكتة.

## وصلات خارجية
- جيمس توماس على موقع IMDb (الإنجليزية)
- جيمس توماس على موقع ميوزك برينز (الإنجليزية)
- جيمس توماس على موقع أول ميوزيك (الإنجليزية)
- جيمس توماس على موقع ديسكوغز (الإنجليزية)